# Апостольский нунций в Боснии и Герцеговине

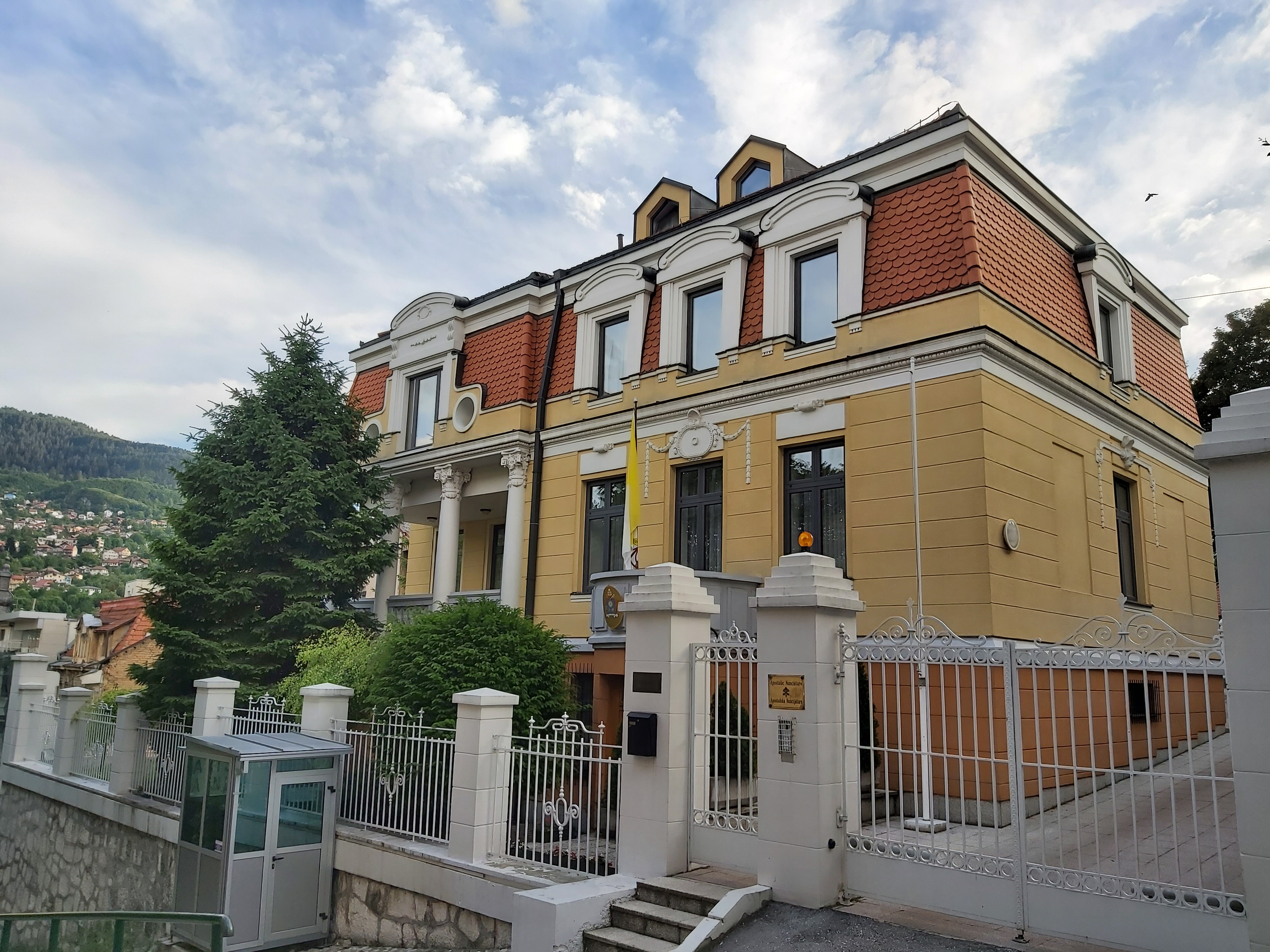
Апостольская нунциатура в Боснии и Герцеговине

Апостольский нунций в Боснии и Герцеговине — дипломатический представитель Святого Престола в Боснии и Герцеговине. Данный дипломатический пост занимает церковно-дипломатический представитель Ватикана в ранге посла. Апостольская нунциатура в Боснии и Герцеговине была учреждена на постоянной основе в 1993 году, после признания Святым Престолом независимости Боснии и Герцеговины. Её резиденция находится в Сараево.
В настоящее время Апостольским нунцием в Боснии и Герцеговине является архиепископ Фрэнсис Ассизи Чулликатт, назначенный Папой Франциском 1 октября 2022 года.

## История
Апостольская нунциатура в Боснии и Герцеговине, в качестве постоянной нунциатуры, была учреждена в 1993 году, признания Святым Престолом независимости Боснии и Герцеговины, возникшей после распада Югославии.
Предшественницей Апостольской нунциатуры в Боснии и Герцеговине была Апостольская нунциатура в Югославии учреждённая в 1920 году, как Апостольская нунциатура в королевстве Сербия, и переименованная в 1922 году как Апостольская нунциатура в Королевстве Сербов, Хорватов и Словенцев. В 1929 году получила название Апостольская нунциатура в Югославии. В 1950 году понижена до ранга Апостольской делегатуры в Югославии. Однако, 22 августа 1970 года опять повышена до ранга Апостольской нунциатуры.

## Апостольские нунции в Боснии и Герцеговине
- Франческо Монтеризи — (11 июня 1993 — 7 марта 1998 — назначен секретарём Конгрегации по делам епископов);
- Джузеппе Леанца — (29 апреля 1999 — 22 февраля 2003 — назначен апостольским нунцием в Болгарии);
- Сантос Абриль-и-Кастельо — (9 апреля 2003 — 21 ноября 2005);
- Алессандро Д’Эррико — (21 ноября 2005 — 21 мая 2012 — назначен апостольским нунцием в Хорватии);
- Луиджи Пеццуто — (17 ноября 2012 — 31 августа 2021, в отставке)[2];
- Фрэнсис Ассизи Чулликатт — (1 октября 2022 — по настоящее время).